# Daniil Lesovoy
Daniil Olegovich Lesovoy (tiếng Nga: Даниил Олегович Лесовой; sinh ngày 12 tháng 1 năm 1998) là một cầu thủ bóng đá người Nga thi đấu cho F.K. Zenit St. Petersburg và F.K. Zenit-2 St. Petersburg. Anh cũng mang quốc tịch Ukraina với tên Daniil Olehovych Lisovyi (tiếng Ukraina: Даніїл Олегович Лісовий).

## Sự nghiệp câu lạc bộ
Anh có màn ra mắt tại Giải bóng đá Quốc gia Nga cho F.K. Zenit-2 St. Petersburg vào ngày 18 tháng 3 năm 2017 trong trận đấu với P.F.K. Spartak Nalchik.